# Eduard Sellbach
Eduard Sellbach (* 1822 in Krefeld, Rheinprovinz; † nach 1890) war ein deutscher Historien- und Porträtmaler der Düsseldorfer Schule sowie Fotograf.

## Leben

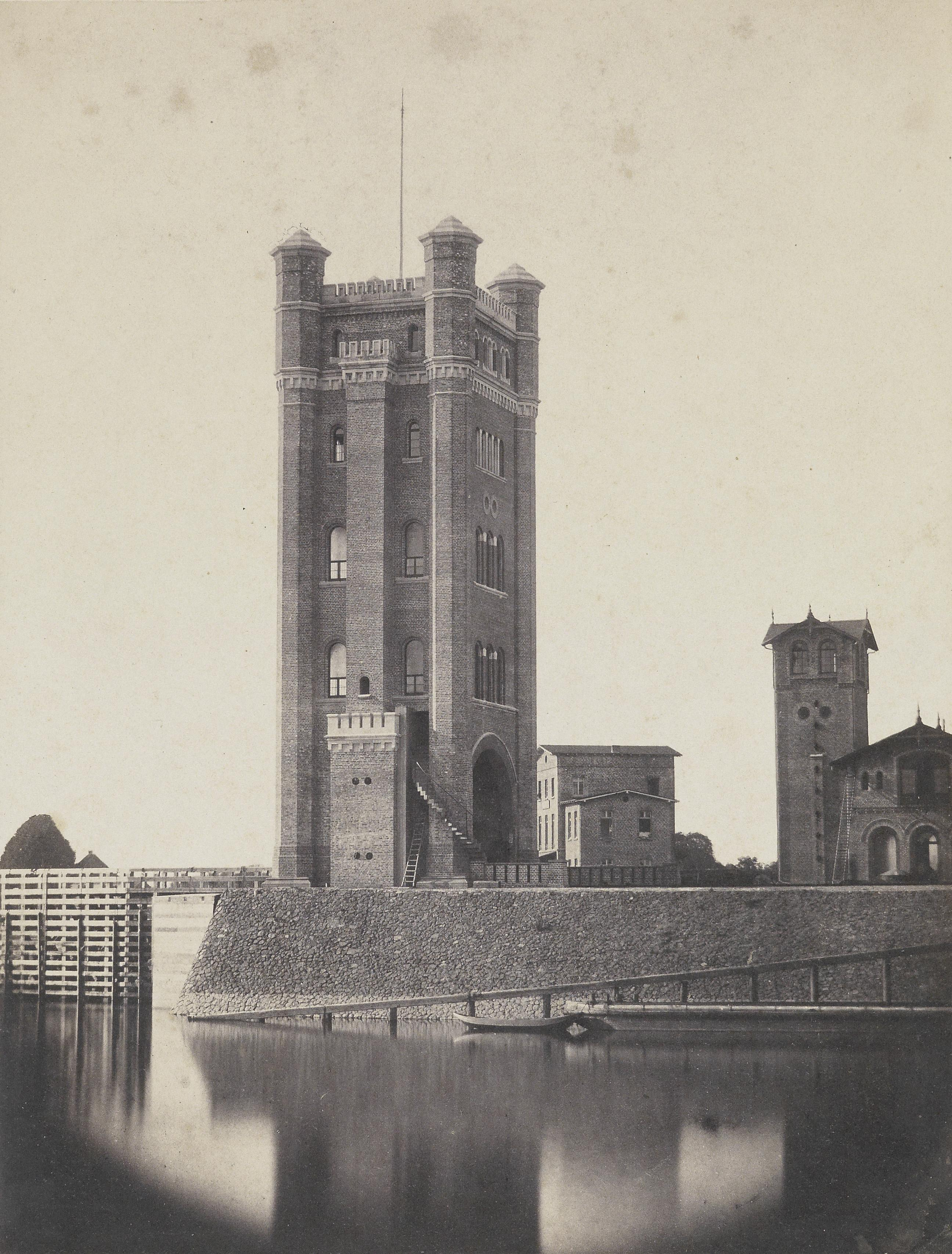
Industriegebäude, Architekturfotografie von Eduard Sellbach (historischer Abzug auf Salzpapier: 28,1 × 21,6 cm), um 1858

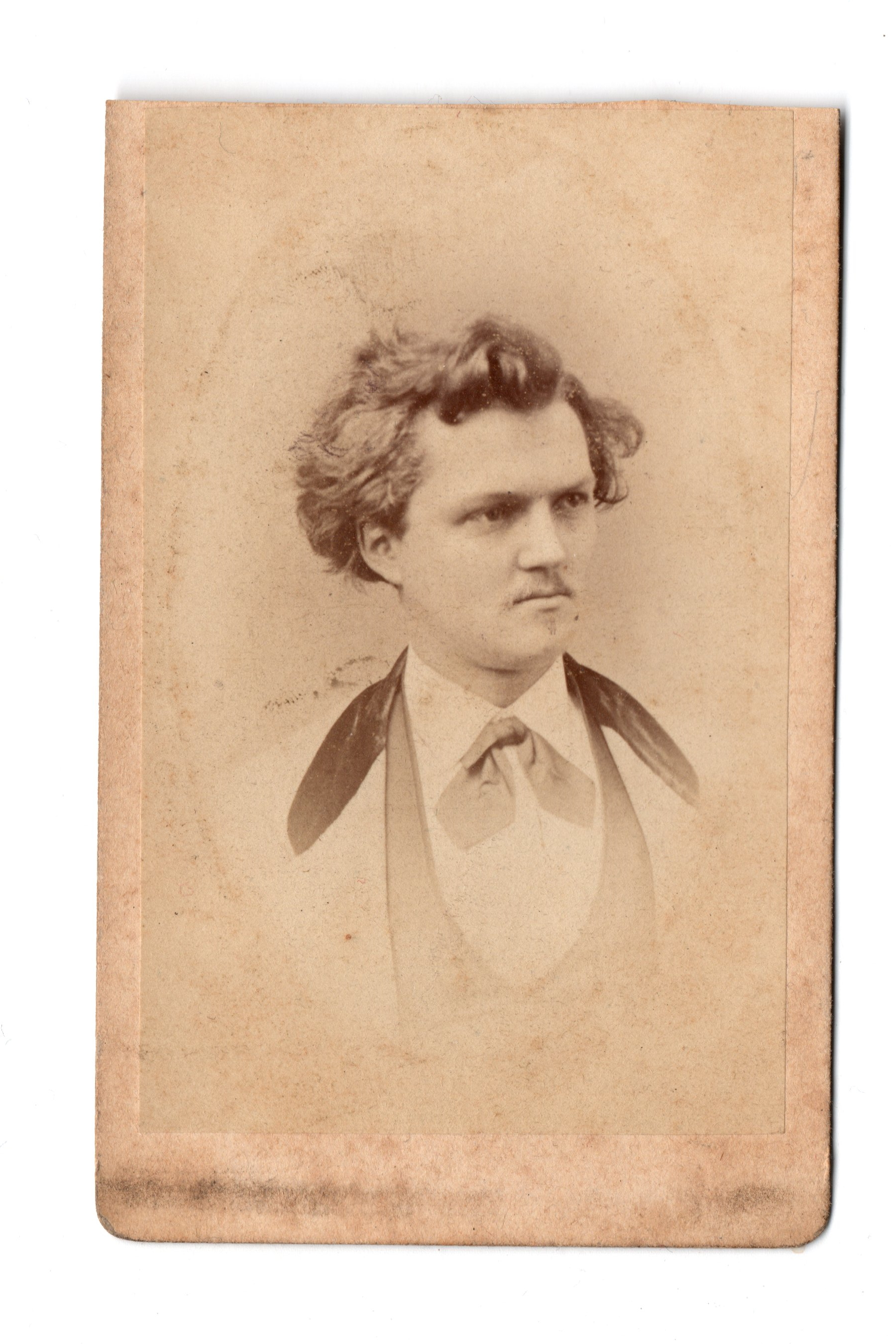
Porträt eines unbekannten Mannes, 1872

Eduard Sellbach, Sohn von Wilhelm Sellbach und Maria Tillmanns, studierte im Jahr 1843 Malerei an der Kunstakademie Düsseldorf. Dort waren Theodor Hildebrandt, Karl Ferdinand Sohn und Rudolf Wiegmann seine Lehrer. Sein Lehrer Wiegmann zählte ihn mit Blick auf sein Gemälde Erminia erblickt den ohnmächtigen Tankred (1847) zu den Malern, deren künstlerischer Rang „mehr oder weniger zweifelhaft“ sei. In den Jahren 1847 bis 1853 war er Mitglied des Kunstvereins München.
Spätestens seit 1861 führte Sellbach ein Maler- und Fotoatelier in Krefeld. Von dort aus reiste er als Fotograf umher. 1863 kam er so etwa nach Roermond. 1866 inserierte er sein Krefelder Haus, das einschließlich seines Ateliers 26 Zimmer umfasste, zum Verkauf. Ab etwa 1872 hatte er ein Fotoatelier in Antwerpen, das er 1874 samt Zubehör verkaufte. Ab 1879 lebte und arbeitete er über ein Jahrzehnt in Amsterdam. Im Alter von 60 Jahren heiratete er dort am 16. März 1882 die 30-jährige Gerardina Maria van den Heuvel. Am 19. November 1890 zog er von Amsterdam nach Brüssel. Danach verlieren sich seine Spuren.